# Bola esciòptica

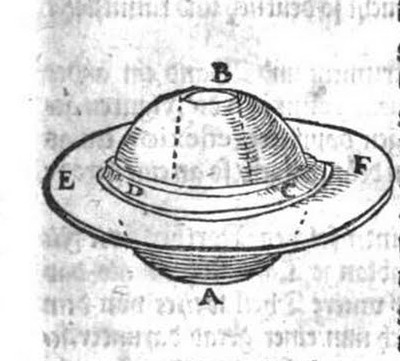
Il·lustració d'una scioptric ball de Daniel Schwenter (1636).

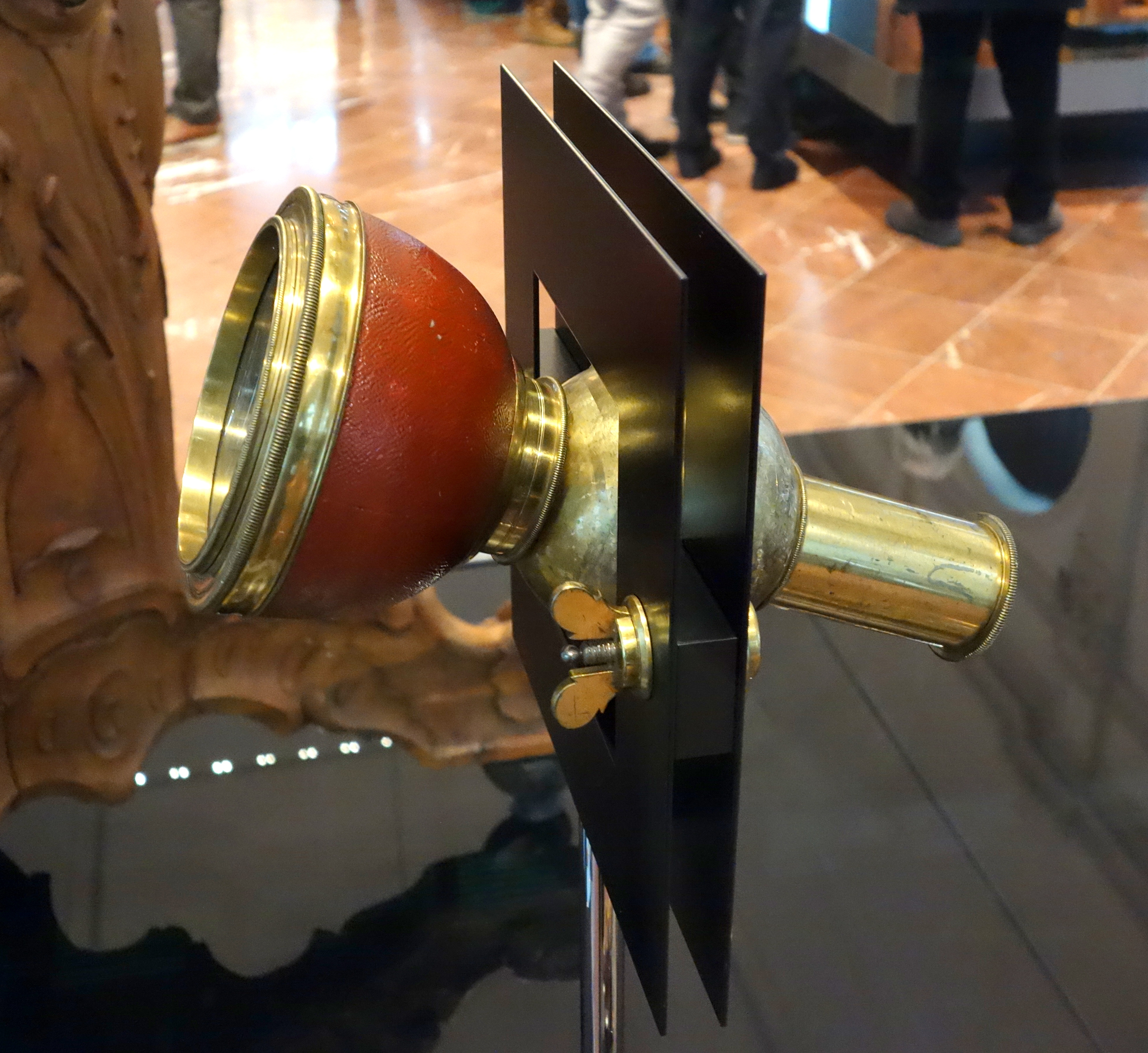
Lent orientable de 1741. Vegeu que la lent és exterior a l'articulació de ròtula (bola o esfera).

Una bola esciòptica («scioptic ball» en anglès; sovint escrit «scioptric») és un dispositiu òptic format per una lent muntada en una ròtula allotjada en un suport. El conjunt esfera-lent, pot girar dins del suport per orientar l'objecte a visionar. Una expressió sinònima més actual podria ser "lent orientable".
El dispositiu anterior pot adoptar formes molt diverses i ser construït en materials diferents. El centre de gir sempre és el centre de la bola, esfera o ròtula. La lent pot muntar-se a l’interior de la ròtula o a l’exterior.
Aquest sistema fou molt usat en càmeres obscures i esmentat en obres especialitzades.
Al Museu del Cinema-Col·lecció Tomàs Mallol hi ha un exemple físic de bola esciòptrica.

## Daniel Schwenter
L'alemany d'estudis orientals, matemàtic, inventor, poeta i bibliotecari Daniel Schwenter va escriure en el seu llibre Deliciae Physico-Mathematicae sobre un instrument que un home de Pappenheim li havia mostrat. Aquest instrument permetia que el moviment d'una lent es projectés més d'una escena a través de la càmera obscura. Consistia en una bola tan gran com un puny, a través del qual es feia un forat (AB) amb una lent adjunta a un costat (B). Aquesta pilota es col·locava a l'interior de dues meitats d'una part d'una bola buida que s'enganxava (CD), on es podia girar. Aquest dispositiu es connectava a la paret de la càmera obscura (EF).
Aquesta ròtula es va anomenar posteriorment scioptric ball.

## Usos
L’ús tradicional de les lents orientables fou com a lents en càmeres fosques. Hom cercava una imatge de l’exterior per a ser projectada i vista a l’interior.
La propietat de concentrar la llum exterior i transportar-la a l’interior va permetre una funció similar a la del prisma de coberta, per a il·luminar recintes interiors foscos.

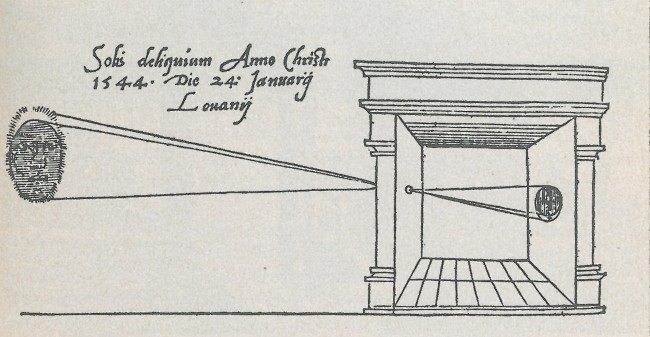
El dibuix més antic publicat d'una càmera fosca. De Radio Astronomico et Geometrico de Gemma Frisius.
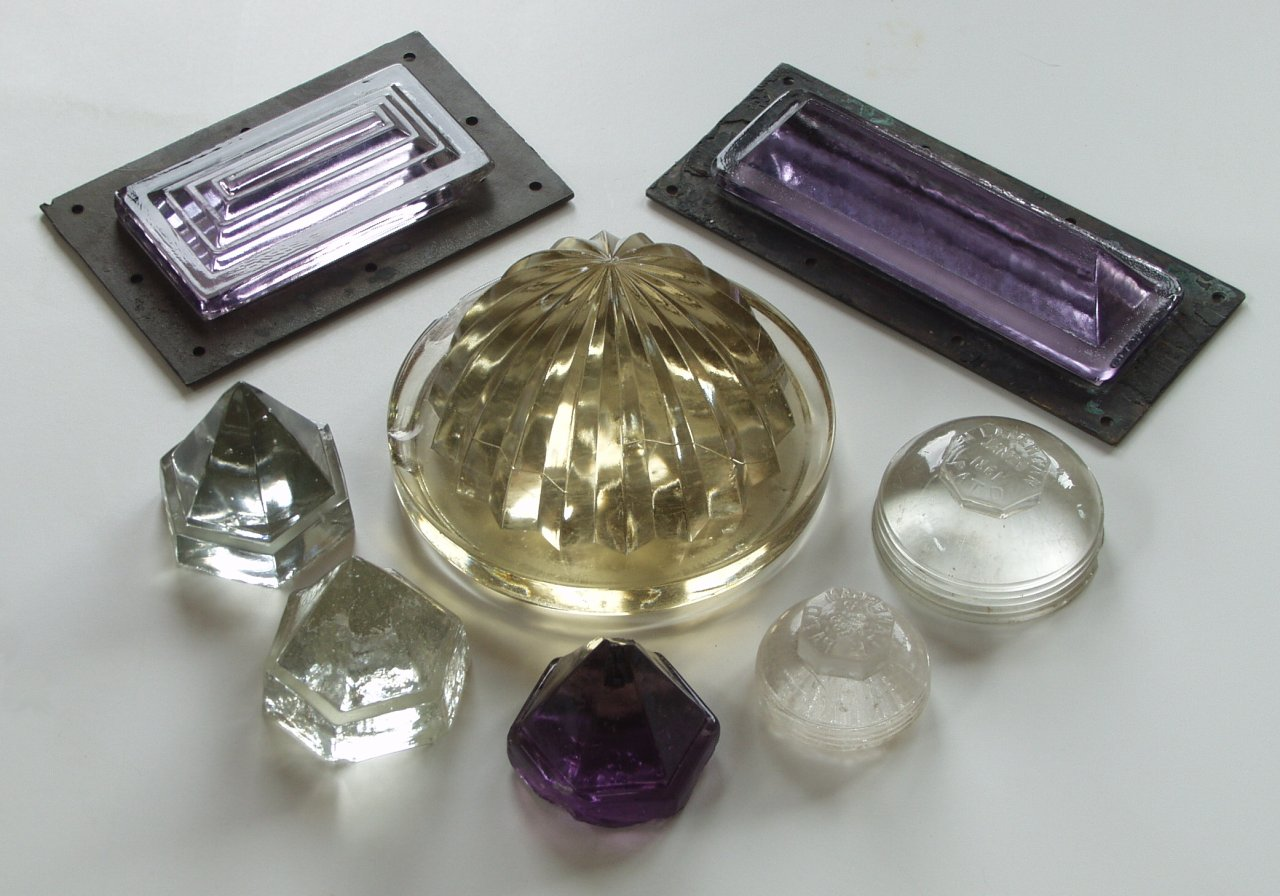
Diversos prismes de coberta, propietat particular d'un colleccionista. Originalment eren transparents o gairebé, i foren usats en vaixells reals. Els colors actuals són deguts a degradació química del vidre.